# SK Freidig
SK Freidig är en sportklubb i Trondheim, Norge. Den grundade 1903 och bedriver fotboll, handboll, orientering, längdskidåkning, friidrott, Telemarksskidåkning, alpin skidåkning och innebandy. 
Säsongen 1947/1948 blev man norska seriemästare i fotboll. Laget hade flera spelare i norska landslaget.
I damhandboll blev klubben seriemästere (norsk motsvarighet till SM) 1971 och 1985 och NM (motsvarar cupen i Sverige) utomhus 1970. 
13 senior mästerskap i stafett: två i orientering (kvinnor), fem i långdistanslöpning (kvinnor, 1971–1975 och sex i friidrott (kvinnor ett, män fem. 
Klubben äger Eberg idrottsanläggning med klubbhus och konstgräsplan, samt Fjällsäterstuga i Bymarka. Arrangerar bl.a. fotbollsturneringen Skandia Cup for barn och ungdom.
Kända medlemmar: Gunnar Dahlen (fotboll), Sissel Buchholdt (handboll), Ingrid Hadler och Stige Berge (orientering), Hjalmar Johannesen, Reidar Jørgensen, Audun Boysen, Hans B. Skaset, Kjell Hovik och Ingrid Kristiansen (friidrett), Arnfinn Bergmann, Magnar Solberg, Harald Grønningen och Trine Bakke (skidsport).

### Fotnoter
1. ↑  ”Sportsklubben Freidig” (på norska). Store norske leksikon. https://snl.no/Sportsklubben_Freidig. Läst 29 september 2017.